# Спрингстин, Памела
Памела Коллин Спрингстин (англ. Pamela Colleen Springsteen, род. 8 февраля 1962, Фрихолд, Нью-Джерси, США) — американская актриса и фотограф. У неё была короткая актёрская карьера, в которой наиболее известна тем, что сыграла роль серийной убийцы Анджелы Бэйкер в фильмах «Спящий лагерь 2» и «Спящий лагерь 3: Безлюдная территория». Также она снималась на главных ролях в фильмах «Кегельбан „Дикси лэйн“», «The Gumshoe Kid» и других. На данный момент она успешный фотограф в Лос-Анджелесе.

## Биография

### Ранняя жизнь
Памела Спрингстин родилась в городке Фрихолд, штат Нью-Джерси в семье юридического секретаря итальянского происхождения Адель Энн (урождённая Дзерилли) и водителя автобуса голландского и ирландского происхождения Дугласа Фредерика. Когда Памеле было 7 лет, семья переехала в Калифорнию. У неё есть старший брат Брюс, с которым она иногда гастролировала, а также сестра Вирджиния.

### Актёрская карьера
Спрингстин занялась актёрским мастерством и получила первую роль молодой болельщицы в фильме «Весёлые времена в школе Риджмонт». Она также появилась в качестве чирлидерши в фильме 1984 года «Бесстрашный». Снялась в «Современных девчонках» и «Scenes from the Goldmine». Первую главную роль она получила в 1988 году в культовом малобюджетном хорроре «Спящий лагерь 2», где сыграла роль серийной убийцы Анджелы Бэйкер. В этой же роле она появилась в сиквеле 1989 году «Спящий лагерь 3: Безлюдная территория». Последнее её появление состоялось в фильме 1990 года «The Gumshoe Kid».
Спрингстин также появлялась в телевизионных сериалах «Факты из жизни», «Кегни и Лейси», «Хардкасл и Маккормик» и «Семейные узы». В дальнейшем она оставила актёрское мастерство, чтобы продолжить свою карьеру в качестве фотографа.

### Карьера фотографа
Спрингстин начала свою карьеру в качестве фотографа в кино и музыкальной индустрии. Работала над фото для нескольких синглов, альбомов и других рекламных роликов своего брата. Она также фотографировала ряд обложек альбомов для других артистов, таких как Вонда Шепард и N.W.A. Она также была зачислена в качестве кинематографиста на его музыкальное видео «The Ghost of Tom Joad». Работала над фильмами «Джек — пёс», «Manhood» и «Беркли», телевизионными фильмами «The Price of a Broken Heart» и «Танцуя при полной Луне» а также документальным фильмом «The Making of the Crying Game». Она была фото-консультантом в телевизионном фильме «Ребёнок дьявола» (1997).
Её стиль фотографии привлёк многих знаменитостей, в том числе Кортни Торн-Смит, Долли Партон, Том Хэнкс, Калиста Флокхарт, Оливия Ньютон-Джон и Жаклин Смит.
Сняла музыкальный клип на песню «These Words We Said» Ким Ричи.

## Личная жизнь
В 1993 году познакомилась с режиссёром Бобби Ротом. Они поженились в 2002 году. В том же году у них родилась дочь — Руби Грейс Рот.